# 遠山清彦
遠山 清彦（とおやま きよひこ、1969年6月5日 - ）は、日本の政治家。
衆議院議員（4期）、参議院議員（2期）、外務大臣政務官（第3次小泉改造内閣）、参議院法務委員長、衆議院総務委員長、財務副大臣、公明党中央幹事、党離島振興対策本部長、党神奈川県本部代表代行などを歴任した。

## 経歴
千葉市生まれ。父親が地質調査の技術者だったため、創価高等学校に入学するまで8回引っ越しをした。創価高等学校時代の同級生に公明党参議院議員の竹谷とし子がいる。創価大学法学部在学中、グラスゴー大学に交換留学生として1年間留学。
大学卒業後、英国ブラッドフォード大学大学院に留学し、1998年12月、平和学博士号を取得。博士論文のタイトルは「戦争と責任：天皇と占領期日本における戦争責任論争」。1999年2月より宮崎国際大学専任講師を務め、政治学や国際関係論の講義を2001年まで担当。
2001年7月、第19回参議院議員通常選挙に公明党公認で比例区から立候補し、初当選。2005年11月、第3次小泉改造内閣で外務大臣政務官に任命された。
2007年の第21回参議院議員通常選挙で比例区（東京・静岡・山梨・沖縄重点）に立候補し、再選。同年9月、参議院法務委員長に就任。
2008年9月、第45回衆議院議員総選挙での比例九州ブロックからの公認が内定し、参議院議員を任期途中で辞職。2009年、比例九州ブロック単独で第45回衆議院議員総選挙に立候補したが、次点で落選した。2010年4月、比例九州ブロック選出の公明党元代表神崎武法の議員辞職に伴い、繰り上げ当選。
2012年12月、第46回衆議院議員総選挙で再選。
2014年12月、第47回衆議院議員総選挙で3選。2016年1月、衆議院総務委員長に就任。
2017年10月、第48回衆議院議員総選挙で4選。2019年5月20日、内閣総理大臣安倍晋三の特使としてウクライナでのウォロディミル・ゼレンスキー大統領就任式に派遣される。同年9月13日、第4次安倍第2次改造内閣で財務副大臣（担務は予算編成（主計局）、国際問題（国際局）、日銀政策を含む金融関係）に就任した。
2020年7月2日、公明党は、第49回衆議院議員総選挙において上田勇の後任として遠山を神奈川6区に国替えすると発表した。上田は比例南関東ブロックの単独候補に選任された。しかし、不祥事（後述）の発覚をうけて、2021年2月に議員を辞職した。

### 不祥事による辞職
2021年1月26日、週刊文春電子版は「公明党のホープ・遠山清彦前財務副大臣『深夜に銀座高級クラブ』で党から厳重注意」と題する記事を配信。記事によれば、遠山は1月8日から新型コロナウイルスによる緊急事態宣言が発令されている中、1月22日深夜まで、銀座の高級クラブで知人と会っていたとされた。1月27日、菅義偉総理大臣が参議院予算委員会で、遠山と自民党の松本純衆議院議員が、それぞれ緊急事態宣言中に銀座のクラブを深夜に訪れていたことについて謝罪した。
直後の29日には、遠山が代表を務める資金管理団体「遠山平和政策研究所」が2019年度のキャバクラなどの飲食費を政治資金から支出していたことが判明。不適切な支出は5件約11万円分で、自身が関わっていたのは関係者とスナックに行った際の1件（2万円分）。残る4件は公設秘書が後援会関係者らとキャバクラで飲食した費用だった。遠山は事実関係を認め、公明党幹事長代理を辞任した。
2月1日、一連の問題の責任を取るかたちで、議員辞職の意向と次期衆議院議員総選挙への出馬を見送る意向を示し、同日付で大島理森衆議院議長宛に議員辞職願を提出。同日の衆議院本会議で辞職が許可された（辞職に伴い吉田宣弘が繰り上げ当選）。同年3月に遠山アソシエイツ・コンサルティング・インタナショナルを設立し、社長に就任した。

### 貸金業法違反事件
その後、日本政策金融公庫からの融資を環境関連会社代表が無登録で仲介したとされる貸金業法違反事件の関係先として、遠山アソシエイツと遠山の自宅が2021年8月に東京地方検察庁特別捜査部の家宅捜索を受けた。12月28日、貸金業法違反（無登録業務）の罪で、太田昌孝の元政策秘書他2人と共に東京地検特捜部に在宅起訴された。
公明党は「党の名誉を傷つける程度が著しい」として、2022年1月12日付で遠山を除名処分とした。
2022年2月14日、東京地方裁判所で行われた初公判に出廷し、遠山は起訴された内容を認め「間違いございません。政治不信を招いたことを深く反省しています」と述べた。3月29日、懲役2年・執行猶予3年・罰金100万円の有罪判決が下る。遠山側、検察側双方が上訴権を放棄し、4月4日付で判決が確定した。

## 政策
- 毎日新聞による2014年衆院選候補者アンケートによると、
  - 憲法9条改正と集団的自衛権の行使に反対。
  - アベノミクスを評価する。
  - 軽減税率の導入に賛成。
  - 原子力発電は日本に必要ない。
  - ヘイトスピーチを法律で規制することに賛成[25]。
- 選択的夫婦別姓制度導入に賛成[26]。「夫婦別姓は家族の破壊につながるという誤解もあるので草の根レベルの啓蒙が大事」とも述べ、導入へ向け力を入れている[27]。
- 日本に住む難民の問題に取り組んでおり、難民が日本上陸してから60日以内に難民申請をしなければならないという「60日ルール」の撤廃に関与している[28]。
- 公明党離島振興対策本部長として離島振興法の改正に関与し、2020年11月時点で日本の有人離島を118島、延べ300回以上訪問している[29]。

## 人物
- 好きな食べ物は天ぷら、ゴーヤーチャンプルー[1]。
- 尊敬する人物は野口英世[1]。
- 一番感動した本は『モンテクリスト伯』[1]。
- 好きなタレントは仲代達矢[1]。

## 所属団体・議員連盟
- 日中次世代交流委員会（委員長）
- 日本ウクライナ友好議員連盟（副会長）
- 日本ウズベキスタン友好議員連盟
- 日朝国交正常化推進議員連盟
- 人権外交を超党派で考える議員連盟（発起人）[30]

## 過去の役職
いずれも公明党内。
- 中央幹事
- 離島振興対策本部長
- 沖縄方面本部長
- 九州方面本部長
- 神奈川県本部代表代行
- 憲法調査会事務局長
- 外交安保調査会事務局長
- ロボット産業振興推進プロジェクトチーム座長
- 難民政策プロジェクトチーム座長
- ヘイトスピーチ問題対策プロジェクトチーム座長
- 災害時多目的船検討プロジェクトチーム事務局長
- サイバー攻撃対処検討委員会委員長
- 在沖縄米軍基地調査ワーキングチーム座長代理